# Honour (film, 2013)
Pour plus de détails, voir Fiche technique et Distribution.
Honour est un thriller britannique du réalisateur d'origine pakistanaise Shan Khan, sorti en 2013.

## Synopsis
Mona, agente immobilière qui vit à Londres chez sa mère avec ses frères Adel, un étudiant, et Kasim, un policier, est une jeune musulmane qui préfère ne pas se voiler. Quand Kasim réalise qu'elle prévoit de fuir avec son petit-ami originaire d'une caste différente de la leur, il orchestre l'assassinat de sa sœur avec la participation de leur mère et la complicité de leur petit frère. Mais le plan ayant finalement échoué, ils font appel à un chasseur de primes, suprématiste aryen repenti, spécialisé dans le crime d'honneur.
Selon les estimations de l'Organisation des Nations Unies, 5 000 jeunes femmes sont tuées chaque année à travers le monde par des membres de leur propre famille, au nom de l'honneur.

## Fiche technique
Sauf indication contraire, les informations mentionnées dans cette section peuvent être confirmées par la base de données cinématographiques IMDb,  présente dans la section « Liens externes ».
- Titre original : Honour
- Réalisation : Shan Khan
- Scénario : Shan Khan
- Photographie : David Rigg, BSC
- Montage : Beverley Mills
- Musique : Theo Green
- Direction artistique : Fiona Gavin, Rebecca Milton
- Décors : Andy Harris
- Costumes : Yasmine Abraham
- Production : Nisha Parti et Jason Newmark
- Sociétés de production : CinemaNX, Isle of Man Films, Code Red, Newscope Films, Parti Productions
- Pays d'origine :  Royaume-Uni
- Langues originales : anglais, ourdou
- Format : couleurs
- Genre : thriller
- Durée : 104 minutes
- Dates de sortie : 
  - Bulgarie : 27 septembre 2013, première mondiale au festival international de films de Sofia[1]
  - Royaume-Uni : 8 mars 2014[2]

## Distribution
- Aiysha Hart : Mona
- Paddy Considine : le chasseur de primes
- Faraz Ayub  : Kasim, frère aîné de Mona
- Shubham Saraf : Adel, frère cadet de Mona
- Harvey Virdi : la mère de Mona
- Nikesh Patel : Tanvir, petit-ami de Mona